# 横綱大関
横綱大関（よこづなおおぜき）とは、大相撲で番付において「大関空位（不在）」、あるいは「一人大関」の時に、横綱が番付上大関の地位も兼任する形で、表記される場合の呼び方である。

## 概要
江戸時代以来、番付の東西それぞれに、大関・関脇・小結の三役がそろうことが必要であった。1890年に、横綱を免許された西ノ海が番付上ではじめて「横綱」と頭書された後も、大関は東西に存在していた。1896年5月場所小錦が横綱免許を受けた際、同じ東方に大関がいなかったため番付上「大関」をメインにして、その下に出身地の脇に「横綱」を付記する形をとることにした。その後1898年5月場所で朝汐が大関となったため小錦は西ノ海と同様に地位の部分に横綱と大書されて東に張り出された。これは、その当時まだ横綱が地位として確立されていなかったためのものであり、これが横綱大関のはじまりであった。
1904年1月場所、常陸山と梅ヶ谷とが同時に横綱に昇進したときに、大関が空位となった際も同様に地位は大関と大書され出身地の脇に「横綱」と付記する形をとった。1905年5月場所国見山と荒岩が同時に大関に昇進すると常陸山と梅ヶ谷は初めて大関の上位の枠内に「横綱」と大書された。これが横綱が大関の上の地位であることのきっかけとなった。
その後1909年に横綱が地位として定められた後も、1924年5月場所の常ノ花、1936年5月場所の男女ノ川が同様に「大関」が上で下に「横綱」と書くケースがあった。1943年1月場所の安藝ノ海の時にはじめて「横綱」と「大関」とを並べて書く現在の形式がはじまった。それ以後も、大関在位力士が1人しか居ない時や、1981年9月場所のような「3横綱・0大関」という状況の時に、「横綱大関」という形の番付表記がされている。1981年9月場所のケースでは、東西の正横綱だった北の湖と千代の富士を「横綱大関」とし、2代目若乃花は「東張出横綱」との番付表記であった。
例外として1955年のケースがある。1月場所と3月場所は4横綱1大関だったが西方には横綱を2人並べ、どちらにも「横綱大関」の表記はなされなかった。また同年9月場所にも4横綱で大関1人の状態だったが、西の正横綱は単に「横綱」の表記でさらに張出横綱を東西に置いたため、「大関」が西方には番付上存在しないことになってしまった。それに対しての批判もあったのか、次に大関が1人になった1959年5月場所では「横綱大関」の記載が復活した。
なお、これはあくまでも番付記入上の措置であり待遇は変わらない。場内放送でも「横綱」とアナウンスされる。NHK大相撲中継で、横綱大関の力士が登場する際の字幕も「横綱」で表記される。
この「横綱大関」は、1982年1月場所の西横綱・北の湖（東大関・琴風が「1人大関」）以来出ていなかったが、2020年3月場所で西横綱・鶴竜が38年ぶりに、「横綱大関」として西大関の地位を兼ねた。この要因は、2020年1月場所限りで西大関・豪栄道の現役引退と、前2019年11月場所で大関から陥落した西関脇・髙安の特例復帰失敗により、翌3月場所は東大関・貴景勝だけの「1人大関」になったためである。
また2022年11月場所では、西大関・正代が大関陥落の決定と、前2022年9月場所で大関から陥落した西関脇2枚目・御嶽海の特例復帰失敗により、16場所ぶりに翌2023年1月場所も西大関・貴景勝の「1人大関」になり、東横綱の照ノ富士が「横綱大関」を兼ねることとなった。1横綱1大関のみは125年ぶりとなる（ただし、初日直前になって照ノ富士も休場することが発表されている）。
番付上、横綱と大関の合計人数が1人または不在になった例はまだないが、1横綱1大関となっていた2023年3月場所にて大関・貴景勝が3勝3敗で途中休場したため、同年5月場所にてその事態が発生する可能性があった（同場所にて貴景勝が負け越し、かつ昇進の目安を満たす力士が出なかった場合、あるいは横綱・照ノ富士が引退した場合が該当）。そのような場合は関脇以下から繰り上げて大関を強引にでも作って横綱と大関の合計人数を2人揃えることになるというのが定説とされてきたが、現理事長の八角は、大関空位時の関脇以下からの補充に関しては否定的な見解を示しているため、今後は状況次第では横綱と大関の合計人数が1人または不在になることもありうるという可能性も否定できない。実際、2023年3月場所では、横綱が照ノ富士、大関が貴景勝の各1人1人ずつとなり、その後、直前で照ノ富士が休場したため、実際に大関以上で相撲を取ったのは貴景勝1人であったものの、照ノ富士の休場表明は番付発表後だったため影響はなかった。この場所は大関が1人しかいなかったため、休場した照ノ富士が番付上横綱大関となっていた。更に貴景勝も途中で休場し、以降は場所終了まで横綱・大関不在のままであった。
番付における張出は1994年5月場所を最後に廃止され以前の張出に相当する力士も現在は番付の欄内に記載されるようになったため、今後横綱が3人以上でかつ大関が1人のみもしくは不在となった場合番付記載がどのようになるかは不明である。
この場合は次のような方法が考えられる。
- 張出があった時と同様に正横綱を横綱大関とする。ただしその場合は「横綱大関、横綱、関脇、小結…」のようになって、番付表記上の地位の順序に矛盾が生じてしまう。実際張出があった1981年9月場所においても、正横綱が大関の地位を兼ねるのに、下位であるはずの張出横綱がそうではないのはおかしいのではないかという声もしばしば上がったという。
- 東または西、あるいはその両方に2人以上いる横綱のうち最下位の者を横綱大関とする。その場合は「横綱、横綱大関、関脇、小結…」となって、地位の順序には矛盾は生じない。ただし、横綱の下位が横綱大関であるかのようで、まぎらわしいのが難点である。横綱大関と横綱は表記上異なるというだけで上下関係はなく、同じ横綱である。
- 東または西、あるいはその両方に2人以上いる横綱を単に「横綱」とだけ表記し、「横綱大関」の表記を行わない。1955年の前例があるが、番付上の「大関」が1人もしくは不在になってしまう（1955年の例は大関1人で、番付上の大関不在は前例がない）。
- 張出を復活させた上で正横綱を横綱大関とする。

## 横綱大関一覧
昭和11年（1936年）5月場所
| 片屋 | 地位     | 四股名       | 成績    | 備考 |
| ---- | -------- | ------------ | ------- | --- |
| 東   | 横綱     | 玉錦三右エ門 | 10勝1敗 | 男女ノ川の横綱昇進により、清水川が一人大関となる。 東方の横綱二枚目の男女ノ川が大関を兼任。 場所後、双葉山定次と鏡岩善四郎が大関同時昇進。 |
| 東   | 大関横綱 | 男女ノ川登三 | 6勝5敗  | 男女ノ川の横綱昇進により、清水川が一人大関となる。 東方の横綱二枚目の男女ノ川が大関を兼任。 場所後、双葉山定次と鏡岩善四郎が大関同時昇進。 |
| 西   | 横綱     | 武藏山武     | 全休    | 男女ノ川の横綱昇進により、清水川が一人大関となる。 東方の横綱二枚目の男女ノ川が大関を兼任。 場所後、双葉山定次と鏡岩善四郎が大関同時昇進。 |
| 西   | 大関     | 清水川元吉   | 6勝5敗  | 男女ノ川の横綱昇進により、清水川が一人大関となる。 東方の横綱二枚目の男女ノ川が大関を兼任。 場所後、双葉山定次と鏡岩善四郎が大関同時昇進。 |

昭和13年（1938年）1月場所
| 片屋 | 地位     | 四股名       | 成績      | 備考 |
| ---- | -------- | ------------ | --------- | --- |
| 東   | 横綱     | 玉錦三右エ門 | 10勝3敗   | 双葉山の横綱昇進と清水川の引退により、 鏡岩が一人大関となる。 東方の横綱二枚目の男女ノ川が大関を兼任。 場所後に前田山英五郎が大関昇進。 |
| 東   | 大関横綱 | 男女ノ川登三 | 7勝6敗    | 双葉山の横綱昇進と清水川の引退により、 鏡岩が一人大関となる。 東方の横綱二枚目の男女ノ川が大関を兼任。 場所後に前田山英五郎が大関昇進。 |
| 西   | 横綱     | 双葉山定次   | 13戦全勝  | 双葉山の横綱昇進と清水川の引退により、 鏡岩が一人大関となる。 東方の横綱二枚目の男女ノ川が大関を兼任。 場所後に前田山英五郎が大関昇進。 |
| 西   | 横綱     | 武藏山武     | 5勝4敗4休 | 双葉山の横綱昇進と清水川の引退により、 鏡岩が一人大関となる。 東方の横綱二枚目の男女ノ川が大関を兼任。 場所後に前田山英五郎が大関昇進。 |
| 西   | 大関     | 鏡岩善四郎   | 5勝8敗    | 双葉山の横綱昇進と清水川の引退により、 鏡岩が一人大関となる。 東方の横綱二枚目の男女ノ川が大関を兼任。 場所後に前田山英五郎が大関昇進。 |

昭和18年（1943年）1月場所
| 片屋 | 地位     | 四股名       | 成績    | 備考 |
| ---- | -------- | ------------ | ------- | --- |
| 張出 | 横綱     | 照國万蔵     | 14勝1敗 | 安藝ノ海と照國が同時に横綱昇進と、 前田山と名寄岩（新大関）がともに西方大関になる。 東方の正横綱の安藝ノ海が大関を兼任する。 |
| 東   | 横綱大関 | 安藝ノ海節男 | 12勝3敗 | 安藝ノ海と照國が同時に横綱昇進と、 前田山と名寄岩（新大関）がともに西方大関になる。 東方の正横綱の安藝ノ海が大関を兼任する。 |
| 西   | 横綱     | 双葉山定次   | 15勝    | 安藝ノ海と照國が同時に横綱昇進と、 前田山と名寄岩（新大関）がともに西方大関になる。 東方の正横綱の安藝ノ海が大関を兼任する。 |
| 西   | 大関     | 前田山英五郎 | 11勝4敗 | 安藝ノ海と照國が同時に横綱昇進と、 前田山と名寄岩（新大関）がともに西方大関になる。 東方の正横綱の安藝ノ海が大関を兼任する。 |
| 張出 | 横綱     | 羽黒山政司   | 13勝2敗 | 安藝ノ海と照國が同時に横綱昇進と、 前田山と名寄岩（新大関）がともに西方大関になる。 東方の正横綱の安藝ノ海が大関を兼任する。 |
| 張出 | 大関     | 名寄岩静男   | 9勝6敗  | 安藝ノ海と照國が同時に横綱昇進と、 前田山と名寄岩（新大関）がともに西方大関になる。 東方の正横綱の安藝ノ海が大関を兼任する。 |

昭和18年（1943年）5月場所
| 片屋 | 地位     | 四股名       | 成績    | 備考                                                                  |
| ---- | -------- | ------------ | ------- | --------------------------------------------------------------------- |
| 張出 | 大関     | 名寄岩静男   | 7勝8敗  | 前田山と名寄岩がともに東方大関。 西方の正横綱の照國が大関を兼任する。 |
| 張出 | 横綱     | 羽黒山政司   | 14勝1敗 | 前田山と名寄岩がともに東方大関。 西方の正横綱の照國が大関を兼任する。 |
| 東   | 横綱     | 双葉山定次   | 15勝    | 前田山と名寄岩がともに東方大関。 西方の正横綱の照國が大関を兼任する。 |
| 東   | 大関     | 前田山英五郎 | 15勝    | 前田山と名寄岩がともに東方大関。 西方の正横綱の照國が大関を兼任する。 |
| 西   | 横綱大関 | 照國万蔵     | 12勝3敗 | 前田山と名寄岩がともに東方大関。 西方の正横綱の照國が大関を兼任する。 |
| 張出 | 横綱     | 安藝ノ海節男 | 11勝4敗 | 前田山と名寄岩がともに東方大関。 西方の正横綱の照國が大関を兼任する。 |

昭和19年（1944年）1月場所
| 片屋 | 地位     | 四股名       | 成績       | 備考                                                                                             |
| ---- | -------- | ------------ | ---------- | ------------------------------------------------------------------------------------------------ |
| 張出 | 横綱     | 安藝ノ海節男 | 全休       | 前田山と名寄岩がともに西方大関。 東方の正横綱の照國が大関を兼任する。 場所後に名寄岩が関脇陥落。 |
| 東   | 横綱大関 | 照國万蔵     | 11勝4敗    | 前田山と名寄岩がともに西方大関。 東方の正横綱の照國が大関を兼任する。 場所後に名寄岩が関脇陥落。 |
| 西   | 横綱     | 双葉山定次   | 11勝4敗    | 前田山と名寄岩がともに西方大関。 東方の正横綱の照國が大関を兼任する。 場所後に名寄岩が関脇陥落。 |
| 西   | 大関     | 前田山英五郎 | 9勝6敗     | 前田山と名寄岩がともに西方大関。 東方の正横綱の照國が大関を兼任する。 場所後に名寄岩が関脇陥落。 |
| 張出 | 横綱     | 羽黒山政司   | 12勝3敗    | 前田山と名寄岩がともに西方大関。 東方の正横綱の照國が大関を兼任する。 場所後に名寄岩が関脇陥落。 |
| 張出 | 大関     | 名寄岩静男   | 1勝2敗12休 | 前田山と名寄岩がともに西方大関。 東方の正横綱の照國が大関を兼任する。 場所後に名寄岩が関脇陥落。 |

昭和19年（1944年）5月場所
| 片屋 | 地位     | 四股名       | 成績   | 備考                                                                                       |
| ---- | -------- | ------------ | ------ | ------------------------------------------------------------------------------------------ |
| 張出 | 横綱     | 双葉山定次   | 9勝1敗 | 前田山が一人大関となる。 西方の正横綱の照國が大関を兼任。 場所後に佐賀ノ花勝巳が大関昇進。 |
| 東   | 横綱     | 羽黒山政司   | 10勝   | 前田山が一人大関となる。 西方の正横綱の照國が大関を兼任。 場所後に佐賀ノ花勝巳が大関昇進。 |
| 東   | 大関     | 前田山英五郎 | 8勝2敗 | 前田山が一人大関となる。 西方の正横綱の照國が大関を兼任。 場所後に佐賀ノ花勝巳が大関昇進。 |
| 西   | 横綱大関 | 照國万蔵     | 6勝4敗 | 前田山が一人大関となる。 西方の正横綱の照國が大関を兼任。 場所後に佐賀ノ花勝巳が大関昇進。 |
| 張出 | 横綱     | 安藝ノ海節男 | 5勝5敗 | 前田山が一人大関となる。 西方の正横綱の照國が大関を兼任。 場所後に佐賀ノ花勝巳が大関昇進。 |

昭和34年（1959年）5月場所
| 片屋 | 地位     | 四股名     | 成績    | 備考                                                                          |
| ---- | -------- | ---------- | ------- | ----------------------------------------------------------------------------- |
| 張出 | 横綱     | 若乃花幹士 | 14勝1敗 | 朝汐の横綱昇進により、琴ヶ濱が一人大関となる。 西方の横綱の朝汐が大関を兼任。 |
| 東   | 横綱     | 栃錦清隆   | 14勝1敗 | 朝汐の横綱昇進により、琴ヶ濱が一人大関となる。 西方の横綱の朝汐が大関を兼任。 |
| 東   | 大関     | 琴ヶ濱貞雄 | 8勝7敗  | 朝汐の横綱昇進により、琴ヶ濱が一人大関となる。 西方の横綱の朝汐が大関を兼任。 |
| 西   | 横綱大関 | 朝汐太郎   | 10勝5敗 | 朝汐の横綱昇進により、琴ヶ濱が一人大関となる。 西方の横綱の朝汐が大関を兼任。 |

昭和34年（1959年）7月場所
| 片屋 | 地位     | 四股名     | 成績    | 備考                                                |
| ---- | -------- | ---------- | ------- | --------------------------------------------------- |
| 張出 | 横綱     | 朝汐太郎   | 全休    | 琴ヶ濱が一人大関。 西方の横綱の若乃花が大関を兼任。 |
| 東   | 横綱     | 栃錦清隆   | 15勝    | 琴ヶ濱が一人大関。 西方の横綱の若乃花が大関を兼任。 |
| 東   | 大関     | 琴ヶ濱貞雄 | 12勝3敗 | 琴ヶ濱が一人大関。 西方の横綱の若乃花が大関を兼任。 |
| 西   | 横綱大関 | 若乃花幹士 | 11勝4敗 | 琴ヶ濱が一人大関。 西方の横綱の若乃花が大関を兼任。 |

昭和34年（1959年）9月場所
| 片屋 | 地位     | 四股名     | 成績      | 備考                                                                               |
| ---- | -------- | ---------- | --------- | ---------------------------------------------------------------------------------- |
| 張出 | 横綱     | 朝汐太郎   | 全休      | 琴ヶ濱が一人大関。 西方の横綱の若乃花が大関を兼任。 場所後に若羽黒朋明が大関昇進。 |
| 東   | 横綱     | 栃錦清隆   | 12勝3敗   | 琴ヶ濱が一人大関。 西方の横綱の若乃花が大関を兼任。 場所後に若羽黒朋明が大関昇進。 |
| 東   | 大関     | 琴ヶ濱貞雄 | 0勝6敗9休 | 琴ヶ濱が一人大関。 西方の横綱の若乃花が大関を兼任。 場所後に若羽黒朋明が大関昇進。 |
| 西   | 横綱大関 | 若乃花幹士 | 14勝1敗   | 琴ヶ濱が一人大関。 西方の横綱の若乃花が大関を兼任。 場所後に若羽黒朋明が大関昇進。 |

昭和41年（1966年）7月場所
| 片屋 | 地位     | 四股名       | 成績    | 備考 |
| ---- | -------- | ------------ | ------- | --- |
| 張出 | 横綱     | 栃ノ海晃嘉   | 全休    | 北葉山英俊の引退により、豊山が一人大関となる。 西方の正横綱の柏戸が大関を兼任。 場所後に北の富士勝昭が大関昇進。 |
| 東   | 横綱     | 大鵬幸喜     | 14勝1敗 | 北葉山英俊の引退により、豊山が一人大関となる。 西方の正横綱の柏戸が大関を兼任。 場所後に北の富士勝昭が大関昇進。 |
| 東   | 大関     | 豊山勝男     | 8勝7敗  | 北葉山英俊の引退により、豊山が一人大関となる。 西方の正横綱の柏戸が大関を兼任。 場所後に北の富士勝昭が大関昇進。 |
| 西   | 横綱大関 | 柏戸剛       | 12勝3敗 | 北葉山英俊の引退により、豊山が一人大関となる。 西方の正横綱の柏戸が大関を兼任。 場所後に北の富士勝昭が大関昇進。 |
| 張出 | 横綱     | 佐田の山晋松 | 11勝4敗 | 北葉山英俊の引退により、豊山が一人大関となる。 西方の正横綱の柏戸が大関を兼任。 場所後に北の富士勝昭が大関昇進。 |

昭和50年（1975年）1月場所
| 片屋 | 地位     | 四股名     | 成績    | 備考 |
| ---- | -------- | ---------- | ------- | --- |
| 東   | 横綱     | 北の湖敏満 | 12勝3敗 | 大麒麟將能の引退により、貴ノ花が一人大関となる。 西方の正横綱の輪島が大関を兼任。 場所後に魁傑將晃が大関昇進。 |
| 東   | 大関     | 貴ノ花健士 | 10勝5敗 | 大麒麟將能の引退により、貴ノ花が一人大関となる。 西方の正横綱の輪島が大関を兼任。 場所後に魁傑將晃が大関昇進。 |
| 西   | 横綱大関 | 輪島大士   | 10勝5敗 | 大麒麟將能の引退により、貴ノ花が一人大関となる。 西方の正横綱の輪島が大関を兼任。 場所後に魁傑將晃が大関昇進。 |

昭和54年（1979年）11月場所
| 片屋 | 地位     | 四股名       | 成績    | 備考                                                                                |
| ---- | -------- | ------------ | ------- | ----------------------------------------------------------------------------------- |
| 張出 | 横綱     | 若乃花幹士   | 12勝3敗 | 旭國斗雄の引退により、貴ノ花が一人大関となる。 西方の正横綱の三重ノ海が大関を兼任。 |
| 東   | 横綱     | 北の湖敏満   | 10勝5敗 | 旭國斗雄の引退により、貴ノ花が一人大関となる。 西方の正横綱の三重ノ海が大関を兼任。 |
| 東   | 大関     | 貴ノ花利彰   | 9勝6敗  | 旭國斗雄の引退により、貴ノ花が一人大関となる。 西方の正横綱の三重ノ海が大関を兼任。 |
| 西   | 横綱大関 | 三重ノ海剛司 | 14勝1敗 | 旭國斗雄の引退により、貴ノ花が一人大関となる。 西方の正横綱の三重ノ海が大関を兼任。 |
| 張出 | 横綱     | 輪島大士     | 10勝5敗 | 旭國斗雄の引退により、貴ノ花が一人大関となる。 西方の正横綱の三重ノ海が大関を兼任。 |

昭和55年（1980年）1月場所
| 片屋 | 地位     | 四股名       | 成績       | 備考                                                                                   |
| ---- | -------- | ------------ | ---------- | -------------------------------------------------------------------------------------- |
| 張出 | 横綱     | 北の湖敏満   | 12勝3敗    | 貴ノ花が一人大関。 西方の正横綱の若乃花が大関を兼任。 場所後に増位山太志郎が大関昇進。 |
| 東   | 横綱     | 三重ノ海剛司 | 15勝       | 貴ノ花が一人大関。 西方の正横綱の若乃花が大関を兼任。 場所後に増位山太志郎が大関昇進。 |
| 東   | 大関     | 貴ノ花利彰   | 7勝8敗     | 貴ノ花が一人大関。 西方の正横綱の若乃花が大関を兼任。 場所後に増位山太志郎が大関昇進。 |
| 西   | 横綱大関 | 若乃花幹士   | 11勝4敗    | 貴ノ花が一人大関。 西方の正横綱の若乃花が大関を兼任。 場所後に増位山太志郎が大関昇進。 |
| 張出 | 横綱     | 輪島大士     | 0勝3敗12休 | 貴ノ花が一人大関。 西方の正横綱の若乃花が大関を兼任。 場所後に増位山太志郎が大関昇進。 |

昭和56年（1981年）5月場所
| 片屋 | 地位     | 四股名       | 成績       | 備考                                                                                      |
| ---- | -------- | ------------ | ---------- | ----------------------------------------------------------------------------------------- |
| 東   | 横綱     | 北の湖敏満   | 14勝1敗    | 増位山太志郎の引退により、千代の富士が一人大関となる。 西方の正横綱の若乃花が大関を兼任。 |
| 東   | 大関     | 千代の富士貢 | 13勝2敗    | 増位山太志郎の引退により、千代の富士が一人大関となる。 西方の正横綱の若乃花が大関を兼任。 |
| 西   | 横綱大関 | 若乃花幹士   | 0勝3敗12休 | 増位山太志郎の引退により、千代の富士が一人大関となる。 西方の正横綱の若乃花が大関を兼任。 |

昭和56年（1981年）7月場所
| 片屋 | 地位     | 四股名       | 成績    | 備考                                                      |
| ---- | -------- | ------------ | ------- | --------------------------------------------------------- |
| 東   | 横綱     | 北の湖敏満   | 13勝2敗 | 千代の富士が一人大関。 西方の正横綱の若乃花が大関を兼任。 |
| 東   | 大関     | 千代の富士貢 | 14勝1敗 | 千代の富士が一人大関。 西方の正横綱の若乃花が大関を兼任。 |
| 西   | 横綱大関 | 若乃花幹士   | 全休    | 千代の富士が一人大関。 西方の正横綱の若乃花が大関を兼任。 |

昭和56年（1981年）9月場所
| 片屋 | 地位     | 四股名       | 成績       | 備考 |
| ---- | -------- | ------------ | ---------- | --- |
| 張出 | 横綱     | 若乃花幹士   | 11勝4敗    | 千代の富士の横綱昇進により、大関不在となる。 東西の正横綱の北の湖と千代の富士が大関を兼任する。 場所後に琴風豪規が大関昇進。 |
| 東   | 横綱大関 | 北の湖敏満   | 10勝5敗    | 千代の富士の横綱昇進により、大関不在となる。 東西の正横綱の北の湖と千代の富士が大関を兼任する。 場所後に琴風豪規が大関昇進。 |
| 西   | 横綱大関 | 千代の富士貢 | 1勝2敗12休 | 千代の富士の横綱昇進により、大関不在となる。 東西の正横綱の北の湖と千代の富士が大関を兼任する。 場所後に琴風豪規が大関昇進。 |

昭和56年（1981年）11月場所
| 片屋 | 地位     | 四股名       | 成績      | 備考                                                      |
| ---- | -------- | ------------ | --------- | --------------------------------------------------------- |
| 張出 | 横綱     | 千代の富士貢 | 12勝3敗   | 琴風が一人大関となる。 西方の正横綱の北の湖が大関を兼任。 |
| 東   | 横綱     | 若乃花幹士   | 全休      | 琴風が一人大関となる。 西方の正横綱の北の湖が大関を兼任。 |
| 東   | 大関     | 琴風豪規     | 11勝4敗   | 琴風が一人大関となる。 西方の正横綱の北の湖が大関を兼任。 |
| 西   | 横綱大関 | 北の湖敏満   | 5勝4敗6休 | 琴風が一人大関となる。 西方の正横綱の北の湖が大関を兼任。 |

昭和57年（1982年）1月場所
| 片屋 | 地位     | 四股名       | 成績    | 備考                                                                               |
| ---- | -------- | ------------ | ------- | ---------------------------------------------------------------------------------- |
| 張出 | 横綱     | 若乃花幹士   | 9勝6敗  | 琴風が一人大関。 西方の正横綱の北の湖が大関を兼任。 場所後に隆の里俊英が大関昇進。 |
| 東   | 横綱     | 千代の富士貢 | 12勝3敗 | 琴風が一人大関。 西方の正横綱の北の湖が大関を兼任。 場所後に隆の里俊英が大関昇進。 |
| 東   | 大関     | 琴風豪規     | 10勝5敗 | 琴風が一人大関。 西方の正横綱の北の湖が大関を兼任。 場所後に隆の里俊英が大関昇進。 |
| 西   | 横綱大関 | 北の湖敏満   | 13勝2敗 | 琴風が一人大関。 西方の正横綱の北の湖が大関を兼任。 場所後に隆の里俊英が大関昇進。 |

令和2年（2020年）3月場所
| 片屋 | 地位     | 四股名     | 成績    | 備考 |
| ---- | -------- | ---------- | ------- | --- |
| 東   | 横綱     | 白鵬翔     | 13勝2敗 | 豪栄道豪太郎の引退と、高安晃が大関特例復帰の 挑戦失敗により、貴景勝が一人大関となる。 西方の正横綱の鶴竜が大関を兼任。 場所後に朝乃山英樹が大関昇進。 |
| 東   | 大関     | 貴景勝光信 | 7勝8敗  | 豪栄道豪太郎の引退と、高安晃が大関特例復帰の 挑戦失敗により、貴景勝が一人大関となる。 西方の正横綱の鶴竜が大関を兼任。 場所後に朝乃山英樹が大関昇進。 |
| 西   | 横綱大関 | 鶴竜力三郎 | 12勝3敗 | 豪栄道豪太郎の引退と、高安晃が大関特例復帰の 挑戦失敗により、貴景勝が一人大関となる。 西方の正横綱の鶴竜が大関を兼任。 場所後に朝乃山英樹が大関昇進。 |

令和5年（2023年）1月場所
| 片屋 | 地位     | 四股名       | 成績    | 備考 |
| ---- | -------- | ------------ | ------- | --- |
| 東   | 横綱大関 | 照ノ富士春雄 | 全休    | 正代直也の関脇陥落と、御嶽海久司が大関特例復帰の 挑戦失敗により、貴景勝が一人大関となる。 東方の正横綱の照ノ富士が大関を兼任。 |
| 西   | 大関     | 貴景勝光信   | 12勝3敗 | 正代直也の関脇陥落と、御嶽海久司が大関特例復帰の 挑戦失敗により、貴景勝が一人大関となる。 東方の正横綱の照ノ富士が大関を兼任。 |

令和5年（2023年）3月場所
| 片屋 | 地位     | 四股名       | 成績      | 備考                                                                                            |
| ---- | -------- | ------------ | --------- | ----------------------------------------------------------------------------------------------- |
| 東   | 横綱大関 | 照ノ富士春雄 | 全休      | 正代直也が大関特例復帰の挑戦失敗により、貴景勝が一人大関。 東方の正横綱の照ノ富士が大関を兼任。 |
| 西   | 大関     | 貴景勝光信   | 3勝4敗8休 | 正代直也が大関特例復帰の挑戦失敗により、貴景勝が一人大関。 東方の正横綱の照ノ富士が大関を兼任。 |

令和5年（2023年）5月場所
| 片屋 | 地位     | 四股名       | 成績    | 備考                                                                                 |
| ---- | -------- | ------------ | ------- | ------------------------------------------------------------------------------------ |
| 東   | 横綱大関 | 照ノ富士春雄 | 14勝1敗 | 貴景勝が一人大関。 東方の正横綱の照ノ富士が大関を兼任。 場所後に霧島鐵力が大関昇進。 |
| 西   | 大関     | 貴景勝貴信   | 8勝7敗  | 貴景勝が一人大関。 東方の正横綱の照ノ富士が大関を兼任。 場所後に霧島鐵力が大関昇進。 |

令和7年（2025年）7月場所
| 片屋 | 地位     | 四股名     | 成績       | 備考                                                                              |
| ---- | -------- | ---------- | ---------- | --------------------------------------------------------------------------------- |
| 東   | 横綱     | 豊昇龍智勝 | 1勝4敗10休 | 大の里の横綱昇進により、琴櫻が一人大関となる。 西方の正横綱の大の里が大関を兼任。 |
| 東   | 大関     | 琴櫻将傑   | 8勝7敗     | 大の里の横綱昇進により、琴櫻が一人大関となる。 西方の正横綱の大の里が大関を兼任。 |
| 西   | 横綱大関 | 大の里泰輝 | 11勝4敗    | 大の里の横綱昇進により、琴櫻が一人大関となる。 西方の正横綱の大の里が大関を兼任。 |

## 記録

### 横綱大関勝利数
| 順位 | 四股名      | 勝利数 |
| ---- | ----------- | ------ |
| 1位  | 照國        | 29勝   |
| 2位  | 北の湖      | 28勝   |
| 3位  | 初代若乃花  | 25勝   |
| 4位  | 三重ノ海    | 14勝   |
| 4位  | 照ノ富士    | 14勝   |
| 6位  | 男女ノ川    | 13勝   |
| 7位  | 柏戸        | 12勝   |
| 7位  | 安芸ノ海    | 12勝   |
| 7位  | 鶴竜        | 12勝   |
| 10位 | 2代目若乃花 | 11勝   |
| 10位 | 大の里      | 11勝   |
| 12位 | 朝汐        | 10勝   |
| 12位 | 輪島        | 10勝   |
| 14位 | 千代の富士  | 1勝    |

### 横綱大関勝率
| 順位 | 四股名      | 勝率 |
| ---- | ----------- | ---- |
| 1位  | 三重ノ海    | .933 |
| 1位  | 照ノ富士    | .933 |
| 3位  | 初代若乃花  | .833 |
| 4位  | 安芸ノ海    | .800 |
| 4位  | 柏戸        | .800 |
| 4位  | 鶴竜        | .800 |
| 7位  | 大の里      | .733 |
| 8位  | 照國        | .725 |
| 9位  | 北の湖      | .718 |
| 10位 | 朝汐        | .667 |
| 10位 | 輪島        | .667 |
| 12位 | 2代目若乃花 | .611 |
| 13位 | 男女ノ川    | .542 |
| 14位 | 千代の富士  | .333 |

### 横綱大関在位
| 順位 | 四股名      | 在位数 |
| ---- | ----------- | ------ |
| 1位  | 照國        | 3場所  |
| 1位  | 北の湖      | 3場所  |
| 1位  | 2代目若乃花 | 3場所  |
| 1位  | 照ノ富士    | 3場所  |
| 5位  | 男女ノ川    | 2場所  |
| 5位  | 初代若乃花  | 2場所  |
| 7位  | 安芸ノ海    | 1場所  |
| 7位  | 朝汐        | 1場所  |
| 7位  | 柏戸        | 1場所  |
| 7位  | 輪島        | 1場所  |
| 7位  | 三重ノ海    | 1場所  |
| 7位  | 千代の富士  | 1場所  |
| 7位  | 鶴竜        | 1場所  |
| 7位  | 大の里      | 1場所  |

### 横綱大関連続在位
| 順位 | 四股名      | 連続在位数 |
| ---- | ----------- | ---------- |
| 1位  | 照國        | 3場所      |
| 1位  | 北の湖      | 3場所      |
| 1位  | 照ノ富士    | 3場所      |
| 4位  | 初代若乃花  | 2場所      |
| 4位  | 2代目若乃花 | 2場所      |

### 横綱大関優勝
| 順位 | 四股名     | 優勝回数 |
| ---- | ---------- | -------- |
| 1位  | 初代若乃花 | 1回      |
| 1位  | 北の湖     | 1回      |
| 1位  | 三重ノ海   | 1回      |
| 1位  | 照ノ富士   | 1回      |